# Victor Noir sírja
Victor Noir sírja a párizsi Père-Lachaise temetőben található. A fiatalon meggyilkolt újságíró nyughelyét díszítő szobornak természetfeletti, a nők termékenységét elősegítő hatást tulajdonítottak sokan.

## A sír és a szobor

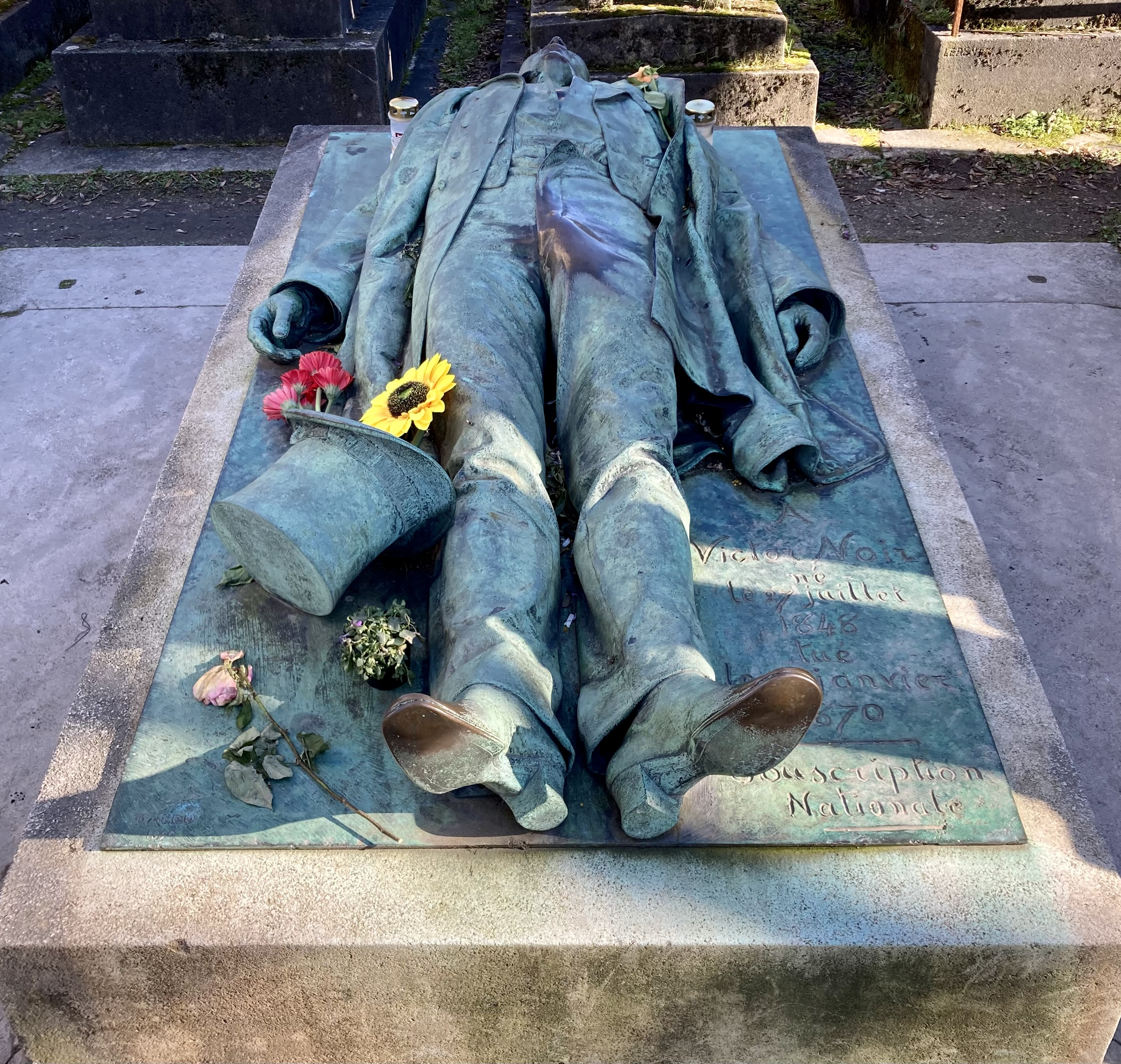

A fiatalon meggyilkolt újságíró sírját Aimé-Jules Dalou francia szobrász készítette. A síron fekvő emberalak a szalonkabátos Victor Noirt ábrázolja, ahogy elterült a földön a halálos lövést követően. Cilindere a lába mellett hever. A szobrász rendkívül valósághűen mintázta meg a halott újságírót. Különösen szembetűnő dagadó ágyéka, amelynek köszönhetően a sír egyfajta „zarándokhellyé” vált a nők között. Elterjedt ugyanis a legenda, hogy a szobor csodálatos erővel bír: termékenységet és szerelmet hoz. Ehhez meg kell csókolni Victor Noir száját, meg kell simítani a nadrágja alatt dudorodó férfiasságát, és egy virágot kell tenni a cilinderébe. A nők gyakori látogatásától az amúgy zöldre oxidálódott szobor ágyéki része bronzsárgán ragyog.
2004-ben Dita Von Teese modellről buja képsorozat készült a síron, és ez több más nőt is hasonló cselekedetekre sarkallt. A temető vezetősége ezért kerítéssel vette körül a sírt, hogy megakadályozza a buja jeleneteket, és megvédje a szobrot. Egy hét múlva, 2004. november 8-án a Szabadság, Egyenlőség, Nőiesség elnevezésű, a kerítés lebontására szerveződött csoport nyomására eltávolították a kordont.